# Adolf Schmal
Adolf Schmal (Dortmund, 18. kolovoza 1872., Salzburg, preminuo 28. kolovoza 1919.) pokojni je austrijski biciklist i mačevalac. Za Austriju je nastupao na prvim Olimpijskim igrama u Ateni 1896. Na istim igrama, za Austriju je osvojio jednu zlatnu i dvije brončane medalje.

## Nastup na Olimpijadi
Iako je u vrijeme odigravanja prve Olimpijade postojala Austro-Ugarska Monarhija kao zajednička zemlja, ali ta nacija nije nastupala na olimpijskim igrama. Naime, odlučeno je da Austrija i Mađarska nastupne individualno. Tako je Austrija nastupala pod zastavom Habsburške Monarhije, odnosno državno-pravne zajednice austrijskih zemalja. Rezultati tadašnje Habsburške Monarhije danas se pripisuju Austriji.
Tako se danas rezultati Adolfa Schmala ubrajaju među olimpijske sportske rezultate Austrije.

## Biciklizam
Adolf Schmal na Olimpijadi je nastupio na četiri biciklističke utrke:
- utrka od 12 sati
- utrka na 333,3 m
- utrka na 10 km
- utrka na 100 km

Najveći rezultat osvojio je na biciklističkoj utrci od 12 sati gdje je osvojio zlatnu medalju. Napornu utrku uspjeli su završiti svega Schmal i Britanac Frank Keeping.
Na utrci od 333,3 metara Schmal osvaja brončanu medalju. Na prvoj utrci na 333,3 metara, Schmal je ostvario isto vrijeme kao i Grk Stamatios Nikolopoulos. U ponovljenoj utrci između njih dvoje, austrijski biciklist bio je sporiji za 1,2 sekundi od Grka, te osvaja broncu. Adolf Schmal u toj je utrci ostvario vrijeme od 26,6 sekundi.
Na utrci na 10 km, Adolf Schmal osvaja drugu brončanu medalju. Na deseterostuko "jačoj" utrci, na 100 km, Schmal je sudjelovao, ali utrku, kao i većina drugih sudionika, nije uspio privesti kraju. Tako je u konačnici na utrci na 100 km dodijeljena svega zlatna i srebrna medalja.

## Maćevanje
Adolf Schmal nastupao je za Habsburšku Monarhiju u mačevanju u disciplini sablja. U toj disciplini nastupilo je svega pet natjecatelja, te su se na turniru svi međusobno natjecali.
Schmal je na turniru postigao jednu pobjedu i tri poraza te zauzeo "predzadnje", četvrto mjesto. 

## Zanimljivosti
Schmalu je Olimpijada u Ateni bila jedina na kojoj je nastupio. Na Olimpijskih igrama u Stockholmu 1912. nastupio je Schmalov sin, Adolf Schmal mlađi.

## Vanjske poveznice
- Mallon, Bill; Widlund, Ture. 1998. The 1896 Olympic Games. Results for All Competitors in All Events, with Commentary. McFarland. Jefferson. ISBN 0-7864-0379-9 )
- De Wael, Herman. 2001. Herman's Full Olympians. Pristupljeno 26. siječnja 2007.